# Estação Perovo
Perovo (em russo:  Перово) é uma das estações da linha Kalininskaia (Linha 8) do Metro de Moscovo, na Rússia. Estação «Perovo» está localizada entre as estações «Novoguireevo» e «Chosse Entusiasstov».